# Trinidad och Tobago i olympiska sommarspelen 1956
Trinidad och Tobago deltog med 6 deltagare vid de olympiska sommarspelen 1956 i Melbourne. Ingen av landets deltagare erövrade någon medalj.